# ديز دراموند
ديز دراموند (بالإنجليزية: Des Drummond)‏ هو لاعب دوري الرغبي بريطاني، ولد في 17 يونيو 1958 في سفانا لامار ‏ في جامايكا.